# أبو زهر (الحديدة)

تعديل مصدري - تعديل

أبو زهر مديرية الخوخة في محافظة الحديدة اليمنية، بلغ تعداد سكانها 2145 نسمة حسب الإحصاء الذي أجري عام 2004.